# Vaaldriehoek
De Vaaldriehoek, Engels Vaal Triangle, is een driehoekig industrieel gebied in de Zuid-Afrikaanse provincie Gauteng en voor een klein deel in Vrijstaat. De regio wordt gemarkeerd door de plaatsen Vereeniging, Vanderbijlpark en Sasolburg. Het gebied is genoemd naar de Vaalrivier.
Vaak worden ook de plaatsen Meyerton ten noorden van Vereeniging, Sharpeville, Boipatong, Bophelong, Sebokeng en omgeving (inclusief Evaton, Orange Farm enz.), Heidelberg, Zamdela en Potchefstroom tot deze stedelijke regio gerekend.
De regio kent veel ijzer-, staal-, olie- en kolenindustrie, met als gevolg dat de regio bekendstaat om de luchtvervuiling. In het Afrikaans wordt Vaaldriehoek daarom ook wel Vuildriehoek genoemd.
Een belangrijke universiteit voor de regio is de Technische Universiteit Vaal, voorheen Vaal Triangle Technikon geheten.